# Sa Roqueta
Sa Roqueta és una petita cala situada al nord-est de l'illa de Formentera, entre les platges des Pujols i Llevant. És una platja urbanitzada a un extrem amb les cuades urbanístiques de la platja des Pujols i amb algunes casetes aïllades rústiques. Al fons es veu l'illa d'Eivissa.

## Descripció
Aquesta platja té uns 300 metres de llargada per uns 30 metres d'amplada. El seu accés és bastant bo, s'hi pot arribar amb cotxe i deixar-lo al seu aparcament no urbà, o anar a peu fàcilment, encara que l'accés no estigui ben senyalitzat. També s'hi pot accedir des dels Pujols per una passarel·la de fusta, però que no està adaptada per a minusvàlids.
La zona manté dunes i vegetació de pins ben conservada, típica de l'illa de Formentera, que voreja la seva platja, que és de sorra blanca i fina. L'entrada a l'aigua és molt rocosa i els fons tenen poca sorra.
Encara que no és del més visitat de l'illa, les seves aigües són molt transparents i tranquil·les, d'una qualitat excel·lent. El seu caràcter és verge i paradisíac, diferent de les platges veïnes des Pujols o ses Illetes. El seu encant convida a fer naturisme, cosa molt usual en aquesta platja, que és ideal per prendre el sol.
La platja de sa Roqueta no ofereix gaires serveis per als seus visitants, però disposa de papereres.
S'hi pot gaudir de tots els esports nàutics que ofereix Formentera, i practicar submarinisme és un luxe perquè hi ha moltes illetes al seu voltant.
Normalment, el nivell d'ocupació d'aquesta platja és mitjà i sol ser freqüentada per gent gran que estiueja a la zona, gent local, espanyols i alemanys; és molt inusual trobar-hi italians.
A la nit, a vegades, fan festes en aquesta cala tant gent jove com gent gran.
Tot i això, sempre està en perfectes condicions, gràcies als serveis de neteja que treballen de matinada.
No té un lloc fix de vigilància, ja que de la seva seguretat s'encarrega la Policia Local.